# Caroline Delplancke
Caroline Delplancke, (Brugge, 13 juli 1967) is een gewezen Belgische atlete, die zich had toegelegd op het hordelopen. Zij nam eenmaal deel aan de wereldindoorkampioenschappen en veroverde indoor en outdoor in totaal drie Belgische titels.

## Biografie
Delplancke veroverde in 1992 haar eerste Belgische indoortitel op de 60 m horden. Ze nam dat jaar ook deel aan de Europese indoorkampioenschappen, waar ze de halve finale haalde. Het jaar nadien verlengde ze haar titel en nam ze deel aan de WK indoor in Toronto, waar ze de series niet overleefde.
Outdoor veroverde ze in 1993 ook de Belgische titel op de 100 m horden. Begin 1994 nam ze op de 60 m horden voor de tweede keer deel aan de EK indoor. Deze maal werd ze uitgeschakeld in de series. In mei 1995 kondigde ze aan dat ze stopte met topatletiek.

### Clubs
Delplancke begon haar carrière bij Olympic Brugge, maar stapte daarna over naar Sporting Club Anderlecht.

### Privé
Delplancke studeerde psychologie aan de Katholieke Universiteit Leuven en is actief in de farmaceutische sector.

## Belgische kampioenschappen
| Onderdeel            | Jaar       |
| -------------------- | ---------- |
| 100 m horden         | 1993       |
| 60 m horden (indoor) | 1992, 1993 |

## Persoonlijke records
Outdoor
| Onderdeel    | Prestatie | Datum           | Plaats  |
| ------------ | --------- | --------------- | ------- |
| 100 m horden | 13,38 s   | 4 augustus 1991 | Brussel |

Indoor
| Onderdeel   | Prestatie | Datum           | Plaats |
| ----------- | --------- | --------------- | ------ |
| 60 m horden | 8,22 s    | 9 februari 1993 | Gent   |

## Palmares

### 60 m horden
- 1991:  BK indoor AC – 8,34 s
- 1992:  BK indoor AC – 8,35 s
- 1992: 7e in ½ fin. EK indoor in Genua – 8,31 s
- 1993:  BK indoor AC – 8,25 s
- 1993: 5e in serie WK indoor in Toronto – 8,29 s
- 1993:  BK indoor AC – 8,33 s
- 1994: 5e in serie EK indoor in Parijs – 8,28 s
- 1995:  BK indoor AC – 8,39 s

### 100 m horden
- 1989:  BK AC – 14,34 s
- 1991:  BK AC – 13,38 s
- 1992:  BK AC – 13,3 s
- 1993:  BK AC – 13,61 s

## Onderscheidingen
- 1991: Grand Prix LBFA